# Perissê
Perissê é um bairro da zona sul da cidade de Nova Friburgo. Bairro criado pelo Projeto de Lei 4.488/09, que oficializou os nomes dos bairros de Nova Friburgo do 1º e 6º distritos. O projeto foi sancionado pelo prefeito Heródoto Bento de Mello e tornou-se a Lei Municipal número 3.792/09.
O bairro fica a poucos minutos do centro da cidade e é considerado um dos melhores de Nova Friburgo para morar. No Perissê o comércio é diversificado, e classificado como de ótima qualidade. Há também oficinas mecânicas, clube, bares, uma escola pública (João Bazet), lanchonetes e restaurantes. O Perissê é um dos mais tradicionais bairros da cidade e abriga uma das mais antigas fábricas do município, a Sinimbu, que fica na entrada do bairro, para quem vem pelo Viaduto Governador Geremias de Mattos Fontes. Do outro lado do Perissê, subindo pela Rua Maximiliano Falck, fica mais uma parte da história das fábricas em Nova Friburgo, as casas da Ypu, construídas para servir aos funcionários, quando a fábrica prosperava. O bairro também mostra seu valor na área econômica. Algumas confecções se instalaram no Perissê e hoje geram empregos para centenas de pessoas. 